# ودافون ایتالیا
ودافون ایتالیا (انگلیسی: Vodafone Italy) شرکت مخابرات ایتالیایی است، که در سال ۲۰۰۳ تأسیس شد.